# Expedição 26
Expedição 26 foi a 26ª expedição humana de longa duração na Estação Espacial Internacional, realizada entre 26 de novembro de 2010 e 16 de março de 2011. Contou com seis astronautas, três russos, dois norte-americanos e um italiano.

## Tripulação
| Posição             | Primeira parte (Novembro de 2010) | Segunda parte (Dezembro de 2010 até março de 2011) |
| ------------------- | --------------------------------- | -------------------------------------------------- |
| Comandante          | Scott Kelly                       | Scott Kelly                                        |
| Engenheiro de voo 1 | Alexander Kaleri                  | Alexander Kaleri                                   |
| Engenheiro de voo 2 | Oleg Skripochka                   | Oleg Skripochka                                    |
| Engenheiro de voo 3 |                                   | Dmitri Kondratyev                                  |
| Engenheira de voo 4 |                                   | Catherine Coleman                                  |
| Engenheiro de voo 5 |                                   | Paolo Nespoli                                      |

## Missão
A missão começou com o lançamento de três astronautas, dois russos e um norte-americano, do Cosmódromo de Baikonur, em 26 de novembro de 2010, na nave Soyuz TMA-01M, com metade da missão anterior, a Expedição 25, retornando à Terra na Soyuz TMA-19. O restante da expedição, um norte-americano, um russo e um italiano, foram lançados em dezembro na Soyuz TMA-20, juntado-se ao trio inicial.
Em 25 de fevereiro de 2011, a tripulação recebeu a vista dos astronautas integrantes da STS-133, a última viagem espacial da nave Discovery, que instalaram na ISS o módulo de múltipla utilidade Leonardo, construído pela Agência Espacial Italiana e batizado em homenagem à Leonardo Da Vinci, que ficou permanentemente acoplado à estrutura da estação. Durante sua estadia a bordo, a tripulação recebeu suprimentos levados pela nave não-tripulada Johannes Kepler ATV, de fabricação européia.
A missão do astronauta italiano da Agência Espacial Européia Paolo Nespoli na expedição, foi chamada de MagISStr. O nome combina a palavra "Magistra" (professora em latim), com o acrônimo ISS, como sugerido por  Antonella Pezzani, uma italiana que venceu a competição realizada pela ESA para nomear a missão de Nespoli.
Entre as diversas experiências realizadas pela tripulação, foram feitos estudos sobre os efeitos da microgravidade sobre o corpo humano, biologia, física e observação da Terra, além dos primeiros testes num robô com  formato humano na microgravidade.
A missão encerrou-se em 16 de março de 2011, com o retorno de Kelly, Kalery e Skripochka na Soyuz TMA-01M e a chegada dos cosmonautas Aleksandr Samokutyayev, Andrei Borisenko  e do astronauta Ronald Garan Jr. na Soyuz TMA-21, para comporem com Kondratyev, Coleman e Paolo Nespoli, a Expedição 27.

## Galeria

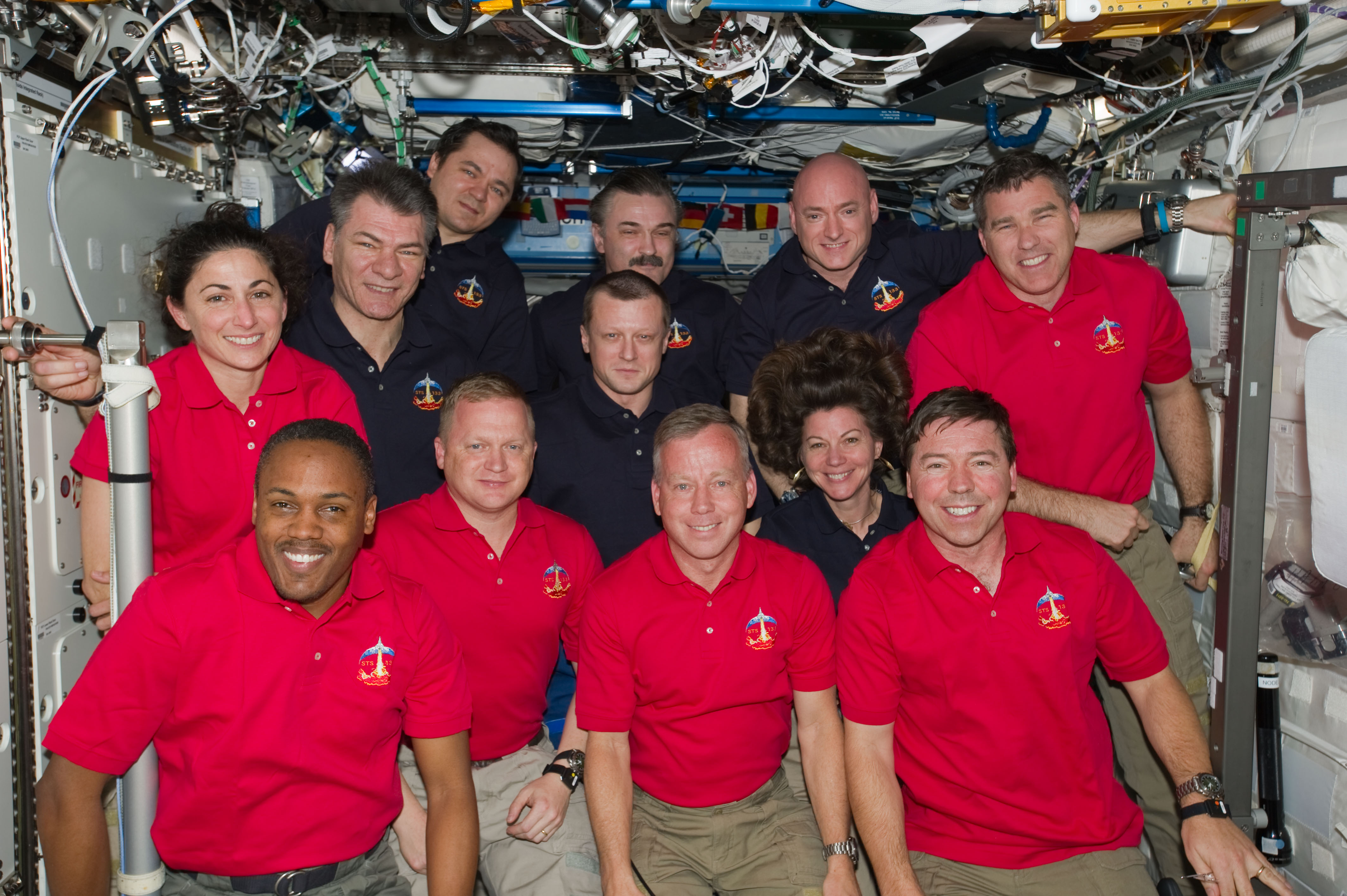
A tripulação da Expedição 26 junto com os tripulantes da STS-133 Discovery no módulo Destiny, da estação.
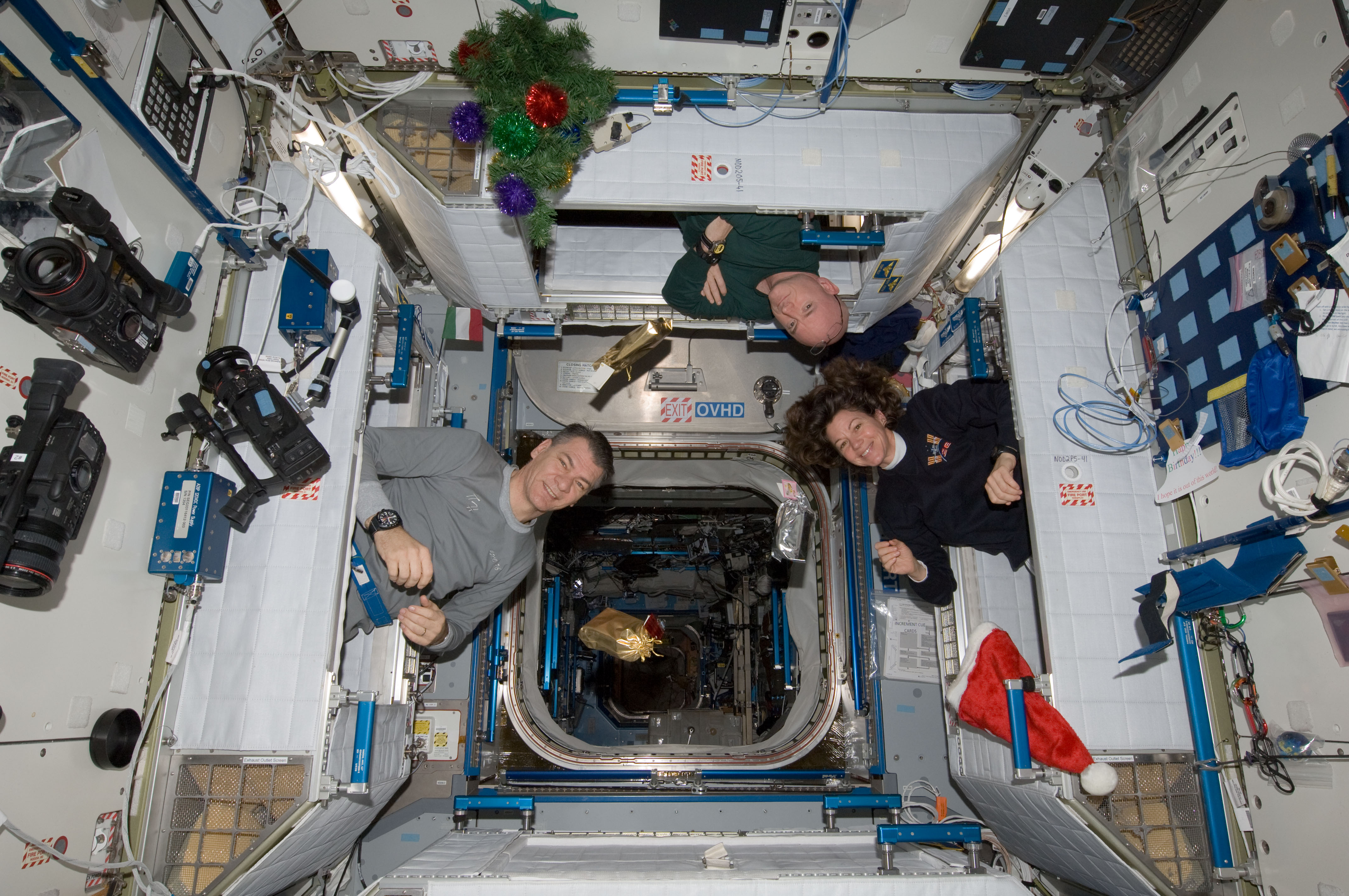
Comemoração do natal de 2010 com um pequeno pinheiro a bordo da ISS.
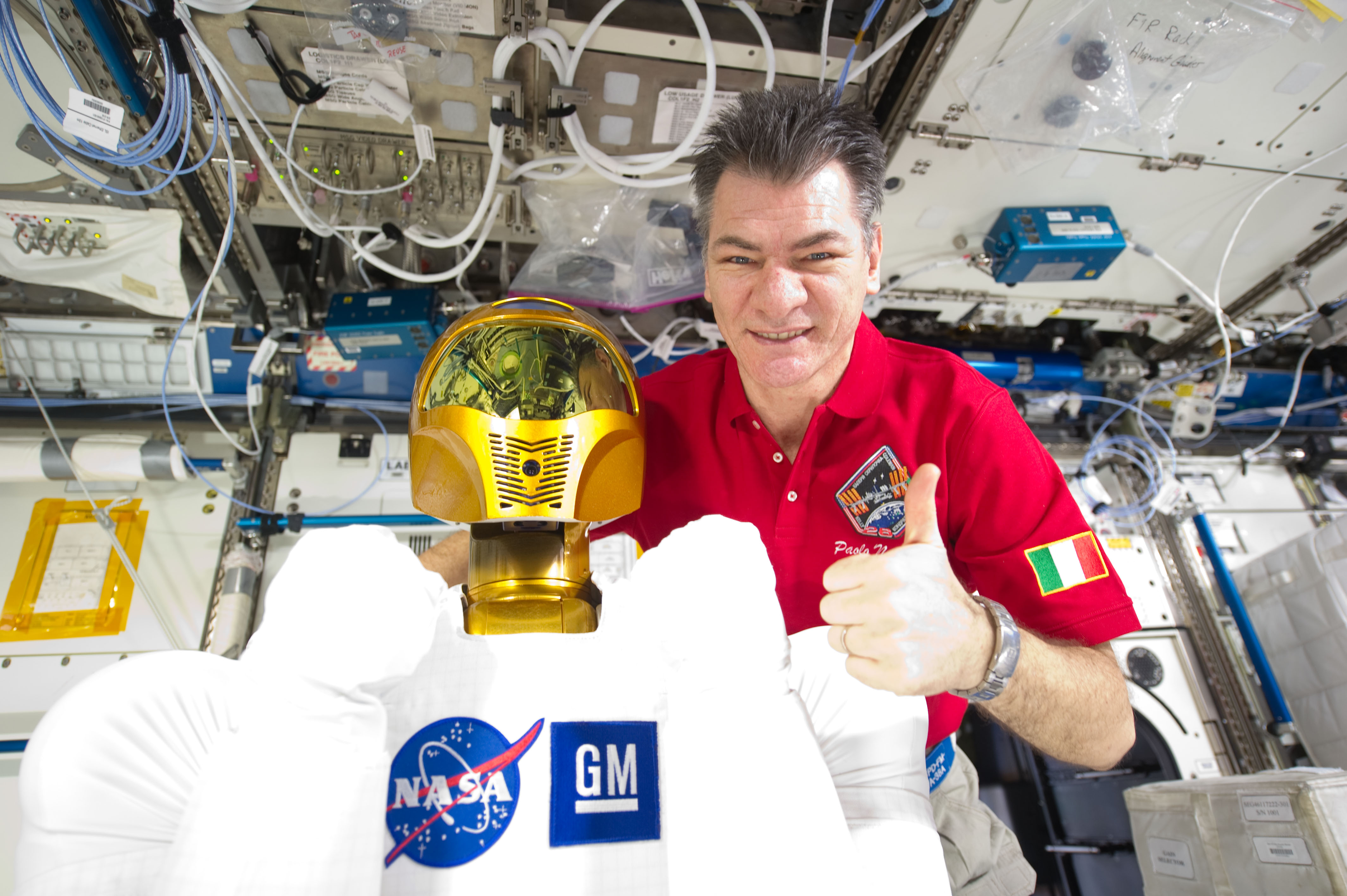
O italiano Nespoli com o 'robonauta', o primeiro protótipo de robô humano testado no espaço.
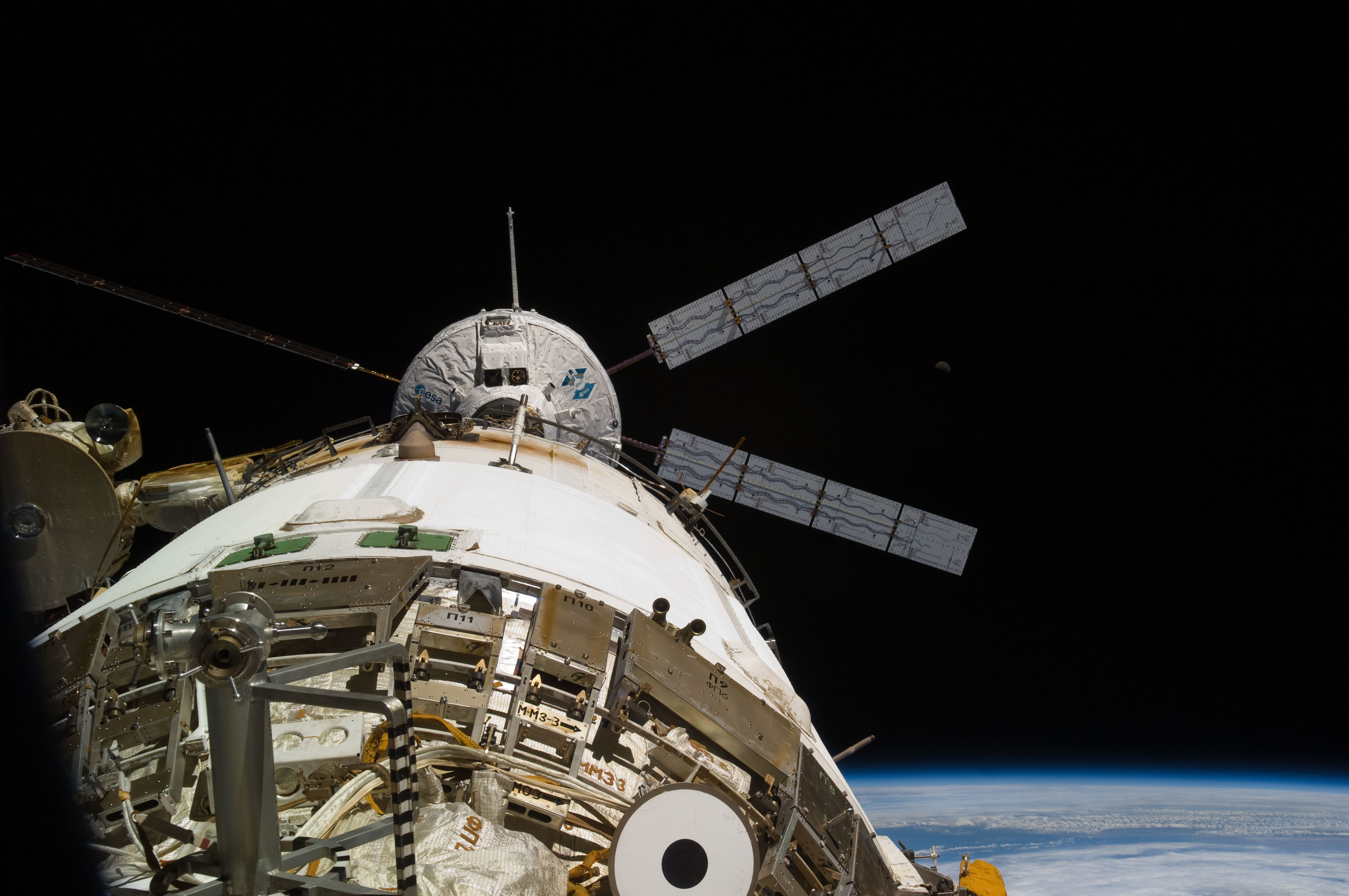
A nave cargueira não-tripulada Johannes Kepler ATV acopla na ISS.
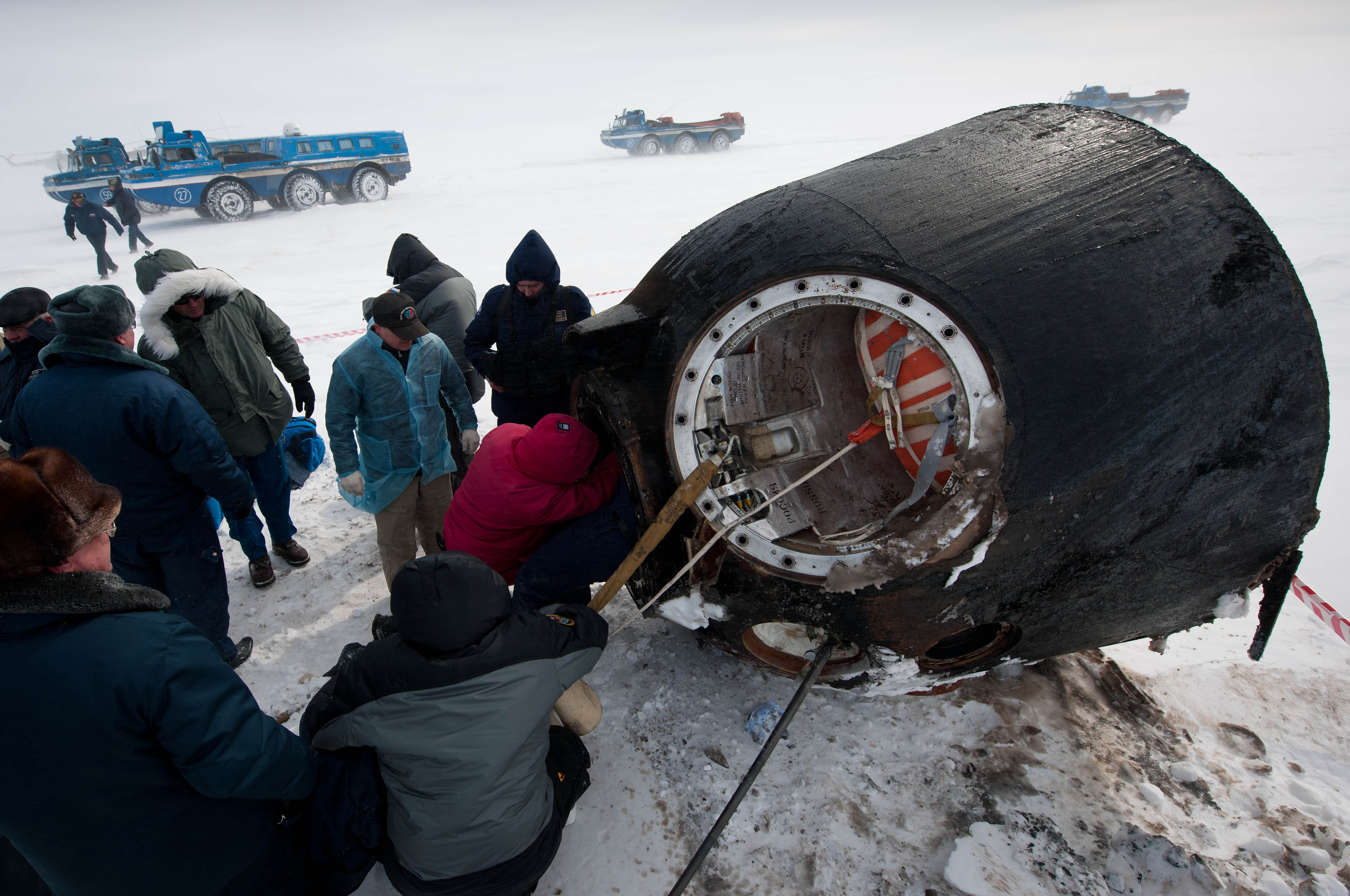
A cápsula Soyuz TMA-01M pouco depois do pouso nas estepes geladas do Casaquistão.